# Janet Quin-Harkin
Janet Quin-Harkin, conosciuta con lo pseudonimo di Rhys Bowen (Bath, 24 settembre 1941), è una scrittrice britannica.

## Biografia
Nata nel 1941 a Bath, la famiglia materna era gallese. 
Ha compiuto gli studi all'Università di Londra, diplomandosi col titolo Bachelor of Arts nel 1963; a Kiel e a Friburgo in Brisgovia.
Dopo aver lavorato dal 1963 al 1966 per la BBC, nel 1966 è emigrata negli Stati Uniti d'America dove ha insegnato recitazione e danza prima d'iniziare a scrivere romanzi rosa, e oltre cento per ragazzi. Oggi vive e lavora San Francisco, in California.
Negli anni Novanta ha iniziato a scrivere romanzi mistery usando lo pseudonimo di Rhys Bowen ottenendo numerosi riconoscimenti.

## Vita privata
Sposatasi nel 1966 con John Quin-Harkin, la coppia ha avuto 4 figli: Clare, Anne, Jane e Dominic.

## Opere

### Romanzi firmati Janet Quin-Harkin
- Peter Penny's Dance (1976)
- Benjamin's Balloon (1978)
- Septimus Bean and his Amazing Machine (1979)
- Magic Growing Powder (1980)
- Dieci ragazzi per un'estate (Ten-boy Summer, 1982), Milano, Mondadori, 1983.
- Helpful Hattie (1983)
- Sogni a occhi aperti (Daydreamer, 1983), trad. di Robina Gallico, a cura di Brunella Paciello, Collana Feeling, Milano, Mondadori, 1984.
- Scambio di cuori (Exchange of Hearts, 1984), trad. di Robina Gallico, a cura di Brunella Paciello, Collana Feeling, Milano, Mondadori, 1986-1988, ISBN  978-88-042-8646-2.
- Wanted—date for Saturday Night (1985)
- My Best Enemy (Bantam, 1987), Sweet Dreams Romance
- Il ragazzo della porta accanto (The Boy Next Door, 1995), trad. di Franca Ferri, Trieste, Edizioni Elle, 1996, ISBN 88-7068-926-3.
- Who Do you love? (1996)
- Torn Apart (1999)
- Love Potion (1999)

### Opere firmate Rhys Bowen

#### SerieEvan Evans, Constable of Llanfair
- Morte ad alta quota (Evans Above, 1997), traduzione di Annalisa Carena, Il Giallo Mondadori n.2746, Milano, Mondadori, 2001.
- Evan Evans e la miniera stregata (Evan Help Us, 1998), trad. di Jordanit Ascoli, Il Giallo Mondadori n.2769, Milano, Mondadori, 2002.
- Morte di un tenore (Evanly Choirs, 1999), trad. di Paola Frezza Pavese, Il Giallo Mondadori n.2807, Milano, Mondadori, 2002.
- Evan and Elle (2000)
- Evan Can Wait (2001)
- Evans to Betsy (2002)
- Evan Only Knows (2003)
- Evan's Gate (2004)
- Evan Blessed (2005)
- Corpus delicti (Evanly Bodies, 2006), trad. di Marilena Caselli, Il Giallo Mondadori n.2952, Milano, Mondadori, 2008.

#### SerieLady Georgiana
- Damigella spia (Her Royal Spyness, 2007), traduzione di Marilena Caselli, Il Giallo Mondadori n.3022, Milano, Mondadori, 2011
- Scacco alla regina (A Royal Pain, 2008), trad. di Marilena Caselli, Il Giallo Mondadori n.3051, Milano, Mondadori, 2012
- Al servizio di sua maestà (Royal Flush, 2009), trad. di Marilena Caselli, Il Giallo Mondadori n.3089, Milano, Mondadori, 2013
- Sangue reale (Royal Blood, 2010), trad. di Marilena Caselli, Il Giallo Mondadori n.3116, Milano, Mondadori, 2014
- Intrigo in Costa Azzurra (Naughty in Nice, 2011), trad. di Marilena Caselli, Il Giallo Mondadori n.3135, Milano, Mondadori, 2015
- I dodici delitti di Natale (The Twelve Clues of Christmas, 2012), trad. di Marilena Caselli, Il Giallo Mondadori n.3142, Milano, Mondadori, 2016
- Masked Ball at Broxley Manor (2012) [prequel della serie, racconto, non tradotto]
- Delitto e Nobiltà (Heirs and Graces, 2013), trad. di Marilena Caselli, Il Giallo Mondadori n.3155, Milano, Mondadori, 2017
- Regina di cuori (Queen of Hearts, 2014), trad. di Marilena Caselli, Il Giallo Mondadori n.3170, Milano, Mondadori, 2018
- Morte a corte (Malice at the Palace, 2015), trad. di Marilena Caselli, Il Giallo Mondadori n.3190, Milano, Mondadori, 2020
- Omicidi e principesse (Crowned and Dangerous, 2016), trad. di Marilena Caselli, Il Giallo Mondadori n.3214, Milano, Mondadori, 2022
- Spia per la corona (On Her Majesty’s Frightfully Secret Service, 2017), trad. di Marilena Caselli, Il Giallo Mondadori n.3228, Milano, Mondadori, 2023
- Quattro funerali e un matrimonio (Four Funerals and Maybe a Wedding, 2018), trad. di Marilena Caselli, Il Giallo Mondadori n.3243, Milano, Mondadori, settembre 2024
- Love and Death Among the Cheetahs (2019)
- The Last Mrs. Summers (2020)
- God Rest Ye, Royal Gentlemen (2021)
- Peril in Paris (2022)
- The Proof of The Pudding (2023)

#### SerieMolly Murphy
- Murphy's Law (2001)
- Death of Riley (2002)
- For the Love of Mike (2003)
- In Like Flynn (2005)
- Oh Danny Boy (2006)
- In Dublin's Fair City (2007)
- Tell Me, Pretty Maiden (2008)
- In a Gilded Cage (2009)
- L'ultima illusione (The Last Illusion, 2010), trad. di Marilena Caselli, Il Giallo Mondadori n.3109, Milano, Mondadori, 2014.
- Bless the Bride (2011)
- The Amersham Rubies (2011) [racconti]
- Lacrime innocenti (Hush Now, Don't You Cry, 2012), trad. di Marilena Caselli, Il Giallo Mondadori n.3125, Milano, Mondadori, 2015.
- The Family Way (2013)
- The Face in the Mirror (2013) [racconti]
- Through the Window (2014) [racconti]
- City of Darkness and Light (2014)
- The Edge of Dreams (2015)
- Away in a Manger (2015)
- La città della nebbia e del fuoco (Time of Fog and Fire, 2016), trad. di Marilena Caselli, Il Giallo Mondadori n.3206, Milano, Mondadori, 2021.
- The Ghost of Christmas Past (2017)
- Wild Irish Rose, coautrice Clare Broyles (2022)
- All That is Hidden, coautrice Clare Broyles (2023)
- In Sunshine or in Shadow, coautrice Clare Broyles (2024)

#### SerieWorld War I
- The Victory Garden (2019)

#### SerieWorld War II
- In Farleigh Field (2017)
- The Tuscan Child (2018)
- The Venice Sketchbook (2021)
- Where the Sky Begins (2022)
- The Paris Assignment (2023)

#### Romanzi stand-alone
- Above the Bay of Angels (2020)

## Premi e riconoscimenti
- Premio Agatha per il miglior romanzo: 2001 per Murphy's Law[7]
- Anthony Award per il miglior racconto: 2004 per Doppelganger[8]
- Premio Macavity per il miglior romanzo storico: 2007 per Oh Danny Boy, 2009 per Scacco alla regina e 2018 per In Farleigh Field[9]
- Premio Agatha per il miglior romanzo storico: 2011 per Intrigo in Costa Azzurra, 2014 per Regina di cuori e 2017 per In Farleigh Field